# (7494) Xiwanggongcheng
(7494) Xiwanggongcheng es un asteroide que forma parte del cinturón de asteroides y fue descubierto por el equipo del Beijing Schmidt CCD Asteroid Program el 28 de octubre de 1995 desde la Estación Xinglong de las montañas Yanshan, China.

## Designación y nombre
Xiwanggongcheng recibió al principio la designación de 1995 UV48.
Más adelante, en 1999, se nombró por el Proyecto Esperanza, una iniciativa de la Fundación para el Desarrollo de la Juventud de China.

## Características orbitales
Xiwanggongcheng está situado a una distancia media del Sol de 3,024 ua, pudiendo alejarse hasta 3,182 ua y acercarse hasta 2,866 ua. Tiene una inclinación orbital de 8,108 grados y una excentricidad de 0,05223. Emplea en completar una órbita alrededor del Sol 1921 días. El movimiento de Xiwanggongcheng sobre el fondo estelar es de 0,1874 grados por día.

## Características físicas
La magnitud absoluta de Xiwanggongcheng es 12,2.